# 야마다이시모촌
야마다이시모촌(일본어: 山直下村)은 일본 오사카부 미나미군·센난군에 설치되었던 촌이다. 현재의 기시와다시에 해당한다.